# جون تشارلز مانينغ
جون تشارلز مانّينغ (John Charles Manning) (من مواليد 1962) هو عالم نباتات جنوب أفريقي مقره في كومبتون هيربيريوم، المعهد القومي للتنوع البيولوجي بجنوب إفريقيا، كيرستنبوش، جنوب إفريقيا.
يتم استخدام اختصار اسم المؤلف القياسي J.C.Manning للإشارة إلى هذا الشخص كمؤلف عند الاستشهاد بلأسم نباتي.